# Draba arctogena
Draba arctogena är en korsblommig växtart som först beskrevs av E. Ekman, och fick sitt nu gällande namn av E. Ekman. Draba arctogena ingår i släktet drabor, och familjen korsblommiga växter. Inga underarter finns listade i Catalogue of Life.